# Alfredo Ceschiatti
Alfredo Ceschiatti (Belo Horizonte, 1 september 1918 – Rio de Janeiro, 25 augustus 1989) was een Braziliaanse beeldhouwer.

## Leven en werk
Ceschiatti werd, als zoon van uit Italië afkomstige ouders, geboren in de stad Belo Horizonte. In 1937 kreeg hij een beurs voor kinderen van Italiaanse emigranten en hij maakte in 1938 een culturele reis naar Italië. Na terugkeer in Brazilië ging hij in 1940 studeren aan de Escola Nacional de Belas Artes in Rio de Janeiro. Zijn medestudenten waren onder anderen Bruno Giorgi en José Pedro. In 1944 maakte hij in opdracht van de architect Oscar Niemeyer een bronzen bas-reliëf voor de Igreja São Francisco de Assis in het stadsdeel Pampulha van Belo Horizonte. Met dit werk won hij in 1942 een reisbeurs van de Salão Nacional de Belas Artes (SNBA). Van 1946 tot 1948 verbleef hij in Europa waar hij kennismaakte met het werk van de beeldhouwers Max Bill, Henri Laurens, Giacomo Manzù en vooral Aristide Maillol.
Met Oscar Niemeyer werkte hij samen in Brasília, waar hij de enkele belangrijke beeldhouwwerken creëerde:
- As banhistas, Palácio da Alvorada
- A Justiça (1961), Supremo Tribunal Federal
- Os Anjos en Os Evangelistas, Catedral Metropolitana de Brasília
- As gêmeas, Palácio Itamaraty
- Anjo, Câmara dos Deputados do Brasil
- A Contorcionista (1952), Sala Villa-Lobos van het Teatro Nacional Cláudio Santoro

Van 1963 tot 1965 was hij hoogleraar beeldhouwkunst en design van de universiteit van Brasília.

## Andere werken (selectie)
- O abraço (1943), Museu de Arte da Pampulha - een werk dat lange tijd gold als te immoreel om tentoongesteld te worden
- Liegende (1958), Berlin-Hansaviertel
- As tres forças armadas - graniet (onderdeel van het Monumento aos Morto da Segunda Guerra Mundial (1960),
 Parque Eduardo Gomes in Rio de Janeiro - met Júlio Catelli Filho en Anísio Medeiros
- As Irmãs (1966), Beeldenpark van het Museu de Arte Moderna in São Paulo
- Monumento a José Bonifácio de Andrade e Silva, Praça Patriarca in São Paulo
- Cabeça de Mulher, Pinacoteca do Estado de São Paulo in São Paulo

## Fotogalerij

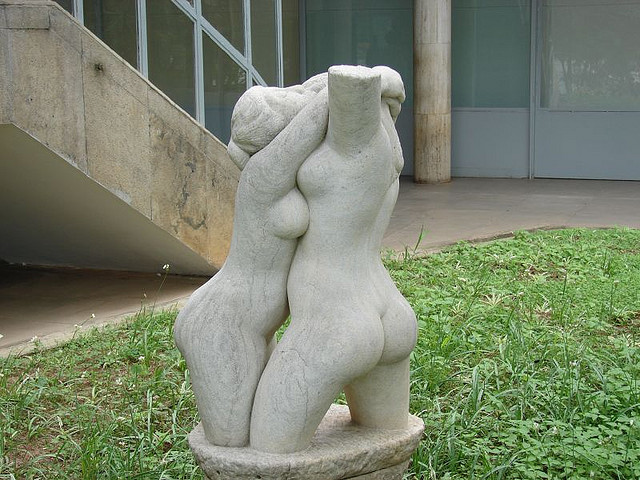
O Abraço (1943)
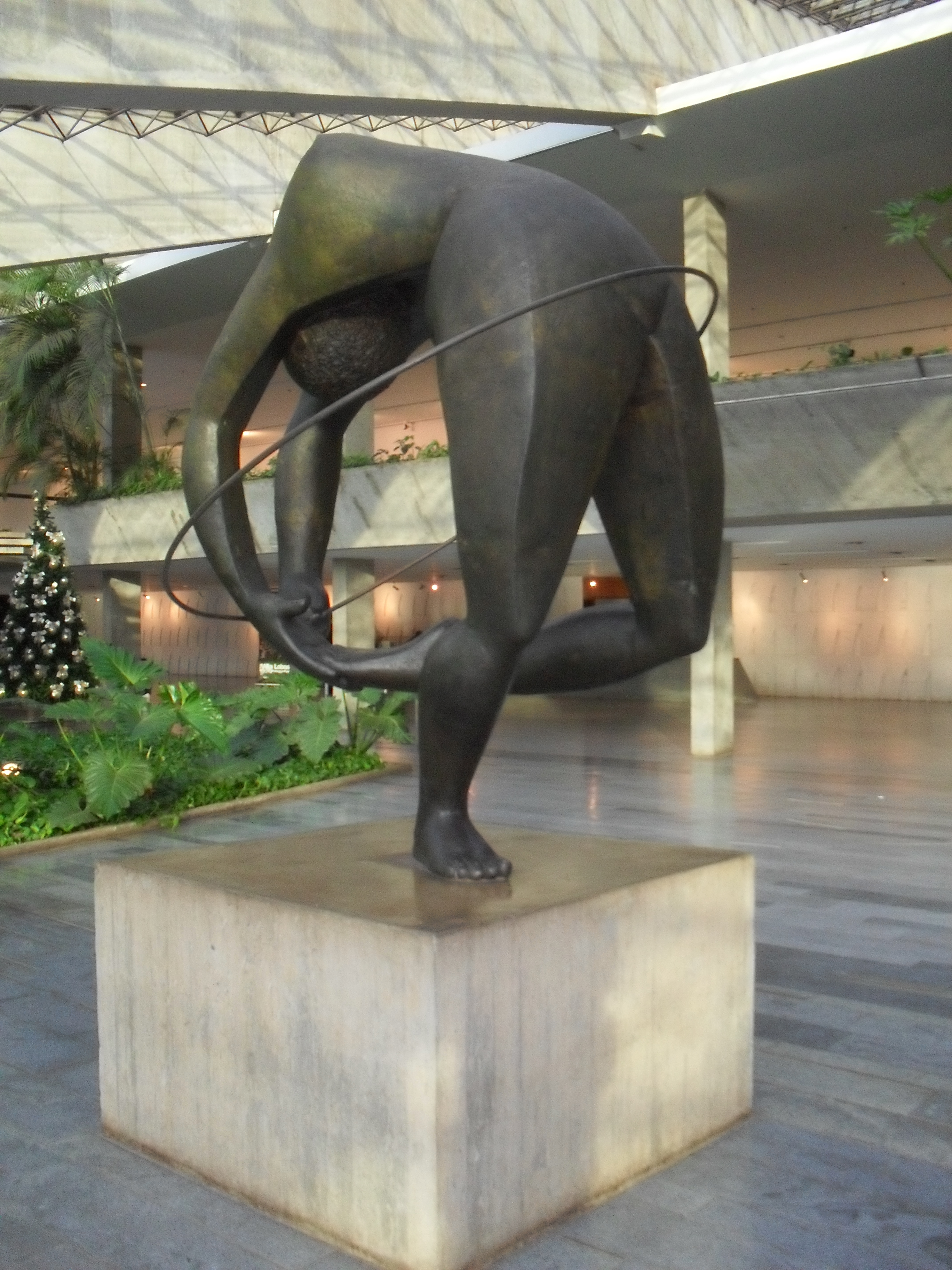
A Contorcionista (1952)
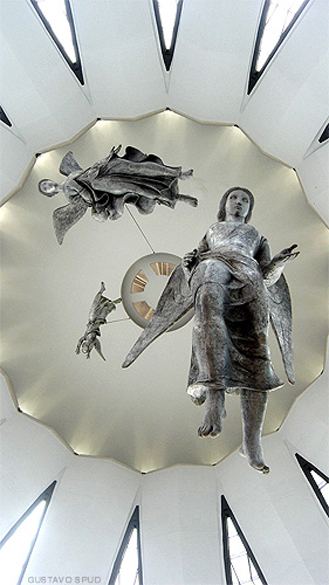
Os Anjos
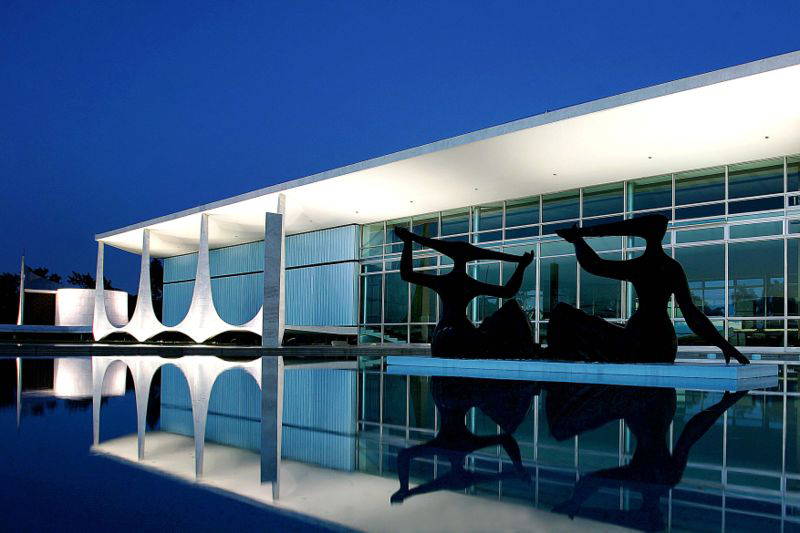
As Banhistas
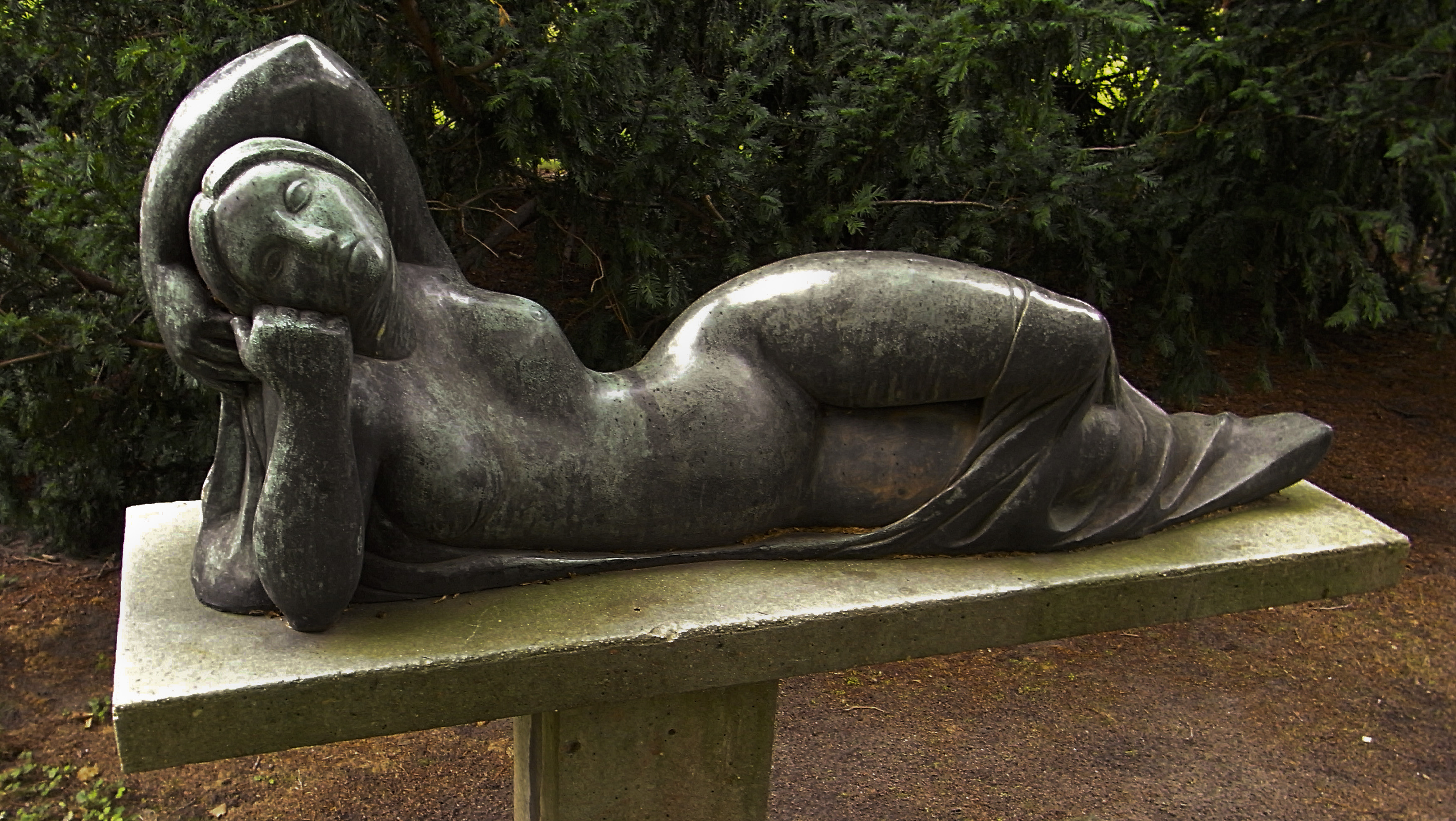
Liegende (1958)
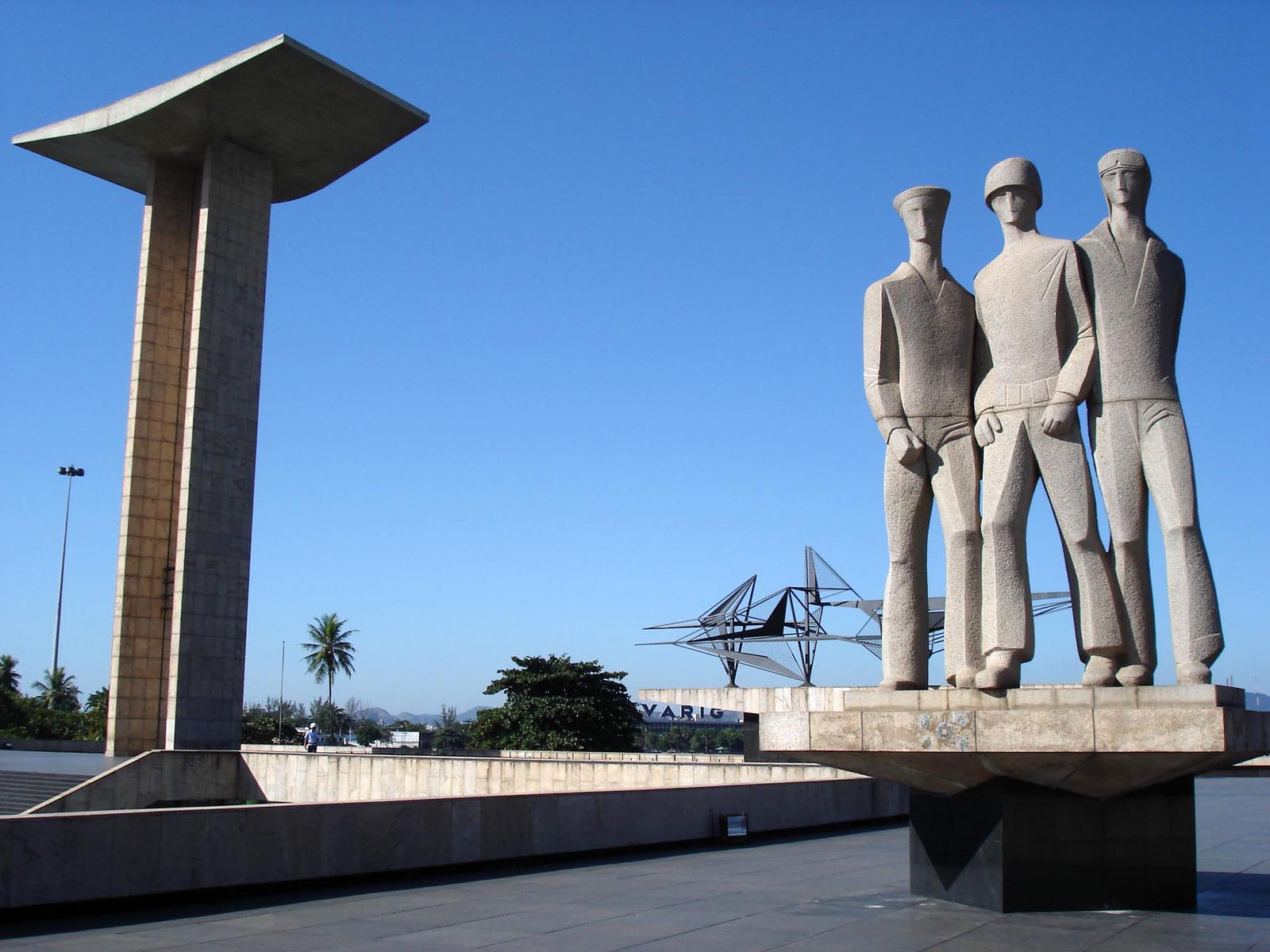
Monumento aos Morto da Segunda Guerra Mundial (1960)
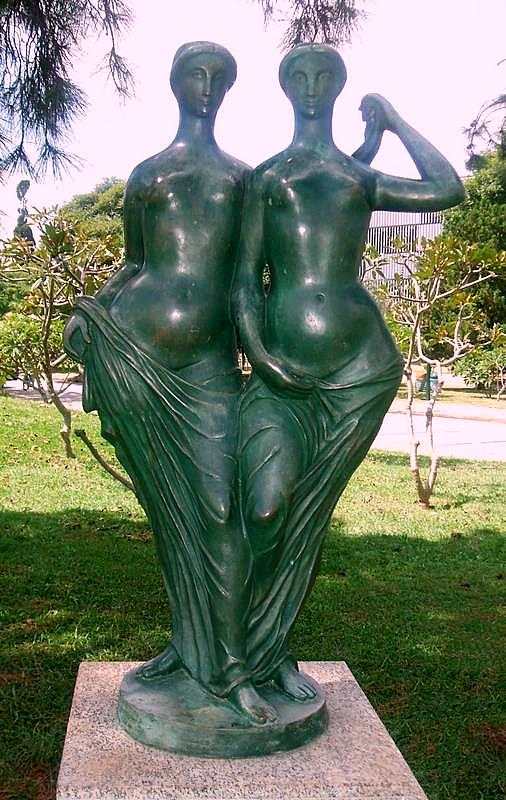
As Irmãs (1966)
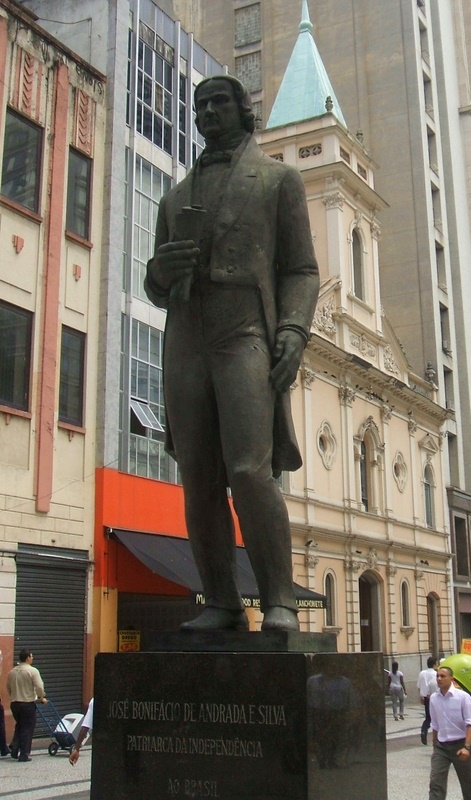
Monumento a José Bonifácio